# Volum sistòlic
En fisiologia cardiovascular, el volum sistòlic (VS) és el volum de sang bombejat des del ventricle esquerre per batec. El volum sistòlic es calcula utilitzant mesures dels volums del ventricle d'un ecocardiograma i restant el volum de sang al ventricle al final d'un batec (anomenat volum telesistòlic, que és el volum de sang restant al ventricle esquerre no bombejat després d'una sístole) del volum de sang just abans del batec (anomenat volum telediastòlic). El terme volum sistòlic es pot aplicar a cadascun dels dos ventricles del cor, encara que normalment es refereix al ventricle esquerre. Els volums sistòlics de cada ventricle són generalment iguals, ambdós són d'aproximadament 70 ml en un home sa de 70 kg.
El volum sistòlic és un determinant important del cabal cardíac, que és el producte del volum sistòlic per la freqüència cardíaca, i també s'utilitza per calcular la fracció d'ejecció, que és el volum sistòlic dividit pel volum telediastòlic. Com que el volum sistòlic disminueix en determinats trastorns i cardiopaties, el volum sistòlic es correlaciona amb la funció cardíaca.

## Càlcul
El seu valor s'obté restant el volum telesistòlic (VTS) del volum telediastòlic (VTD) per a un ventricle determinat.
{\displaystyle VS=VTD-VTS}
En un home sa de 70 kg, el VTS és d'aproximadament 50 ml i el VTD és d'aproximadament 120 ml, la qual cosa dona una diferència de 70 ml per al volum sistòlic.
Treball de sistòlic es refereix al treball, o pressió de la sang ("P") multiplicada pel volum sistòlic.
VTS i VTD són variables fixes. La freqüència cardíaca i el volum sistòlic no es fixen.
| Volums ventriculars i altres mesures relacionades en un home sa de 70 kg | Volums ventriculars i altres mesures relacionades en un home sa de 70 kg | Volums ventriculars i altres mesures relacionades en un home sa de 70 kg |
| Mesura                                                                   | Ventricle dret                                                           | Ventricle esquerre                                                       |
| ------------------------------------------------------------------------ | ------------------------------------------------------------------------ | ------------------------------------------------------------------------ |
| Volum telediastòlic                                                      | 144 ml (± 23 ml)                                                         | 142 ml (± 21 ml)                                                         |
| Volum telediastòlic/àrea de superfície corporal (mL/m2)                  | 78 ml/m2 (± 11 ml/m2)                                                    | 78 ml/m2 (± 8,8 ml/m2)                                                   |
| Volum telesistòlic                                                       | 50 ml (± 14 ml)                                                          | 47 ml (± 10 ml)                                                          |
| Volum telesistòlic/àrea de superfície corporal (mL/m2)                   | 27 ml/m2 (± 7 ml/m2)                                                     | 26 ml/m2 (± 5,1 ml/m2)                                                   |
| Volum sistòlic                                                           | 94 ml (± 15 ml)                                                          | 95 ml (± 14 ml)                                                          |
| Volum sistòlic/àrea de superfície corporal (mL/m2)                       | 51 ml/m2 (± 7 ml/m2)                                                     | 52 ml/m2 (± 6,2 ml/m2)                                                   |
| Fracció d'ejecció                                                        | 66% (± 6%)                                                               | 67% (± 4,6%)                                                             |
| Ritme cardíac                                                            | 60–100 bpm                                                               | 60–100 bpm                                                               |
| Cabal cardíac                                                            | 4,0–8,0 L/minut                                                          | 4,0–8,0 L/minut                                                          |